# II всемирный конгресс эсперантистов
II Всемирный конгресс эсперантистов состоялся в Женеве (Швейцария) с 28 августа по 2 сентября 1906 года. В нём приняло участие 818 эсперантистов из 30 стран. В ходе конгресса был создан Постоянный Комитет по конгрессам (эсп. Konstanta Kongresa Komitato, ККК) и принята декларация о нейтралитете Всемирных конгрессов эсперантистов.
Культурная программа конгресса включала в себя представления пьес на эсперанто:
- La letero de rekomendo («Рекомендательное письмо») М.Море, с участием Леона Заменгофа, К. Бурле[эсп.], Ф. Пухула-и-Валлеса;
- La floro de l’pasinto («Цветок прошлого») Э. Де Амичиса, с участием Розы Юнк[эсп.] и Э. Прива;
- Agrabla surprizo («Приятный сюрприз») Вильгельма Фрекинга, с участием Карла Захерля, и другие пьесы.